# Șulhivka, Petrîkivka
Șulhivka (în ucraineană Шульгівка) este localitatea de reședință a comunei Șulhivka din raionul Petrîkivka, regiunea Dnipropetrovsk, Ucraina.

## Demografie
Componența lingvistică a localității Șulhivka
     Ucraineană (97,23%)
     Rusă (2,52%)
     Alte limbi (0,16%)
Conform recensământului din 2001, majoritatea populației localității Șulhivka era vorbitoare de ucraineană (97,23%), existând în minoritate și vorbitori de rusă (2,52%).